# Döda fallet
Döda fallet er et tidligere vandfald, som i dag er tørlagt flodbund bestående af sten og klippestykker, og tidlige en del af Indalsälvens forløb cirka 10 kilometer sydøst for Hammarstrand. Efter en ulykkeshændelse i 1796 brød Ragundasjön igennem en grusås, og på nogle få timer afvandedes strækningen efter at älven søgte et nyt forløb. Döda fallet blev naturreservat i 1926 og regnes for Ragunda kommuns største turistattraktion.